# Laurent Camboulives
Laurent Camboulives est un homme politique né le 26 août 1883 et mort le 14 janvier 1962 à Albi dans le Tarn.

## Biographie
Fils d'un pharmacien d'Albi, il devient lui-même médecin dans la même ville. Soldat courageux pendant la Première Guerre mondiale, il est très populaire parmi ses concitoyens qui l'élisent en 1925 conseiller municipal, puis conseiller général l'année suivante. Il milite à la Section française de l'Internationale ouvrière au sein de ses courants modérés, ; il est notamment proche d'Adrien Marquet. Il prône l'alliance au centre-gauche et se tient proche des radicaux dans sa gestion municipale.
En 1928, il devient député, réélu à ce poste en 1932. En 1929, il est élu maire d'Albi. En 1933, il quitte la SFIO avec son aile dite « participationniste ». Il participe à la création du Parti socialiste de France puis, en 1935, de l'Union socialiste républicaine. Sous cette dernière étiquette, il est élu au Sénat en 1936. Il siège alors au groupe de la Gauche démocratique
Le 10 juillet 1940, il vote en faveur de la remise des pleins pouvoirs au Maréchal Pétain. Peu de temps après, il est démis de ses fonctions municipales et abandonne définitivement la vie politique. Il est nommé maire d'honneur de sa ville natale à la Libération.

## Sources
- « Laurent Camboulives », dans le Dictionnaire des parlementaires français (1889-1940), sous la direction de Jean Jolly, PUF, 1960 [détail de l’édition]